# Olof Bäckström
Pour les articles homonymes, voir Backstrom.
Olof Bäckström, né le 4 novembre 1922 à Kirkkonummi et mort le 6 mars 1998 à Ekenäs, est un ingénieur électricien de formation, designer industriel et inventeur finlandais.

## Biographie

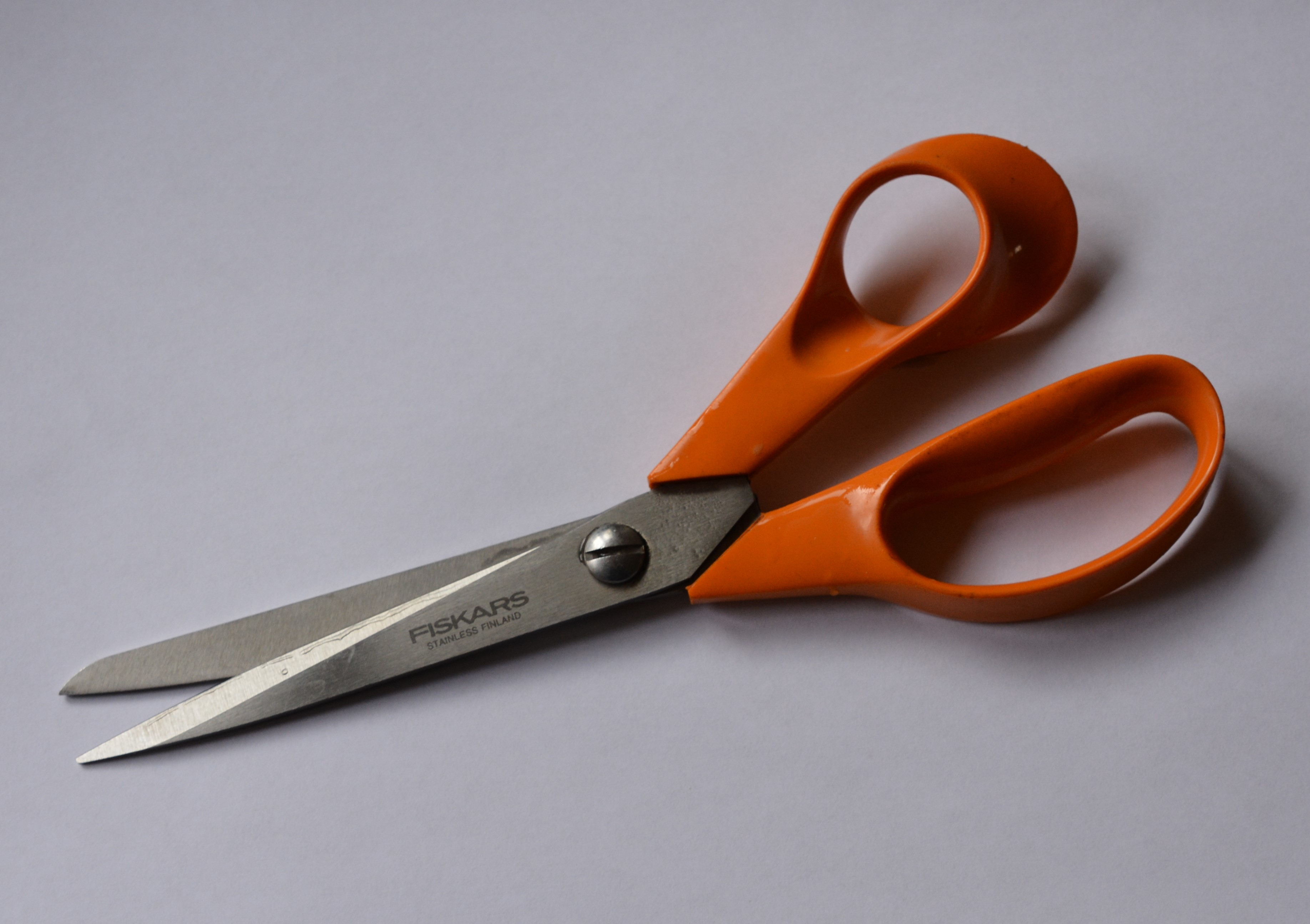
Ciseaux universels Fiskars 1967 par Olof Bäckström.

Olof Bäckström consacre les onze premières années de sa carrière comme ingénieur électricien avant de s'orienter vers le design industriel et la sculpture sur bois. 
À partir de 1958, Olof Bäckström est designer industriel chez Fiskars, à Helsinki, où il produit d'abord un service de table en mélamine. Entre 1961 et 1967, il travaille sur des ciseaux révolutionnaires, les O-Series, dont le premier prototype en bois est lancé sur le marché en 1967, puis une version de ciseaux pour gaucher sont lancés en 1971. Les ciseaux de Bäckström arborent des poignées ergonomiques en ABS orange vif, qui épousent la forme et les mouvements des doigts. Fiskars fabrique encore aujourd'hui la version à peine modifiée du ciseau d'Olof Bäckström,. Olof Bäckström s'est inspiré pour ce modèle d'une paire de cisailles pour couturier datant de 1880.

## Prix
- Médaille d'argent de la Triennale de Milan :
  - 1957, pour sa vaisselle et ses ustensiles de cuisine en bois
  - 1960 avec son service de camping